# Archidiecezja Papeete
Archidiecezja Papeete – archidiecezja Kościoła rzymskokatolickiego obejmująca całe terytorium Polinezji Francuskiej oprócz Markizów oraz terytorium zależne Wielkiej Brytanii – Pitcairn. Powstała w 1848 jako wikariat apostolski Tahiti. W czerwcu 1966 została podniesiona do rangi archidiecezji.

## Ordynariusze

### Wikariusze apostolscy
- Florentin-Etienne Jaussen Tepano(inne języki) SSCC (1848–1884)
- Marie-Joseph Verdier(inne języki) SSCC (1884–1908)
- André-Etienne-Athanase Hermel(inne języki) SSCC (1908–1932)
- Julien Marie Amédée Nouailles SSCC (1932–1937)
- Paul-Laurent-Jean-Louis Mazé SSCC (1938–1966)

### Arcybiskupi
- Paul-Laurent-Jean-Louis Mazé SSCC (1966–1973)
- Michel Coppenrath (1973–1999)
- Hubert Coppenrath (1999–2011)
  - Bruno Mai (2011–2013) administrator apostolski
  - Pascal Chang-Soi SSCC (2013–2015) administrator apostolski, koadiutor Taiohae o Tefenuaenata
  - Jean-Pierre Cottanceau SSCC (2015–2016) administrator apostolski
- Jean-Pierre Cottanceau SSCC (2016–nadal)